# Nakagawa (Fukuoka)
Pour les articles homonymes, voir Nakagawa (homonymie).
Nakagawa (那珂川市, Nakagawa-shi) est une ville située dans la préfecture de Fukuoka, sur l'île de Kyūshū, au Japon.

## Géographie

### Situation
Nakagawa se situe dans l'ouest de la préfecture de Fukuoka.

### Démographie
En février 2022, la population de Nakagawa s'élevait à 50 148 habitants répartis sur une superficie de 74,95 km2.

## Histoire
Nakagawa a acquis le statut de ville le 1er octobre 2018.